# (4452) Ullacharles
(4452) Ullacharles ist ein Hauptgürtelasteroid, der am 7. September 1988 von Poul Jensen am Brorfelde-Observatorium entdeckt wurde.
Der Asteroid wurde nach Ulla Augustesen (1914–1990) und Charles Augustesen (1909–1987) benannt, den Eltern des Astronomen Karl Augustesen.